# Achille Murat
Achille Murat   (7è districte de París, 21 de gener de 1801 - comtat de Jefferson, 15 d'abril de 1847) Charles Louis Napoleon Achille Murat fill gran de Joachim Murat, mariscal de França i rei de Nàpols i de Carolina Bonaparte, fou un príncep francès, duc de Clèveris i després príncep reial de Nàpols, anomenat el "2n príncep Murat".
Es casà el 1826 amb Catherine Dudley (neboda seva que vivia a Washington), sense deixar descendència.